# Rådhusesplanaden, Umeå
Rådhusesplanaden är en esplanad i Umeå som sträcker sig från Rådhustorget i söder till Järnvägstorget i norr. Den södra halvan av gatan är bilfri, varför den med sin lummighet och fontän (vid Skolgatan) snarast är att betrakta som park. 
Gatan, som ursprungligen kallades Stationsgatan , anlades som stadens paradgata – med rådhuset och järnvägsstationen i var sin ände – efter stadsbranden 1888. 
Längs gatan fanns tidigare Posthuset, Landstingets huvudkontor, Västerbottens-Kurirens centralredaktion, en bensinmack och flera livsmedelsaffärer, banker, hotell, kaféer och restauranger. Numera domineras utbudet av de tre senare kategorierna samt en brokig samling småbutiker som garn-, väsk- och klädaffärer, sybehör och second hand, hudvårds- och frisersalonger, blomsteraffärer och fastighetsmäklare. 
Gatan är en av de många gator i centrala Umeå som kantas av björkar.

## Galleri

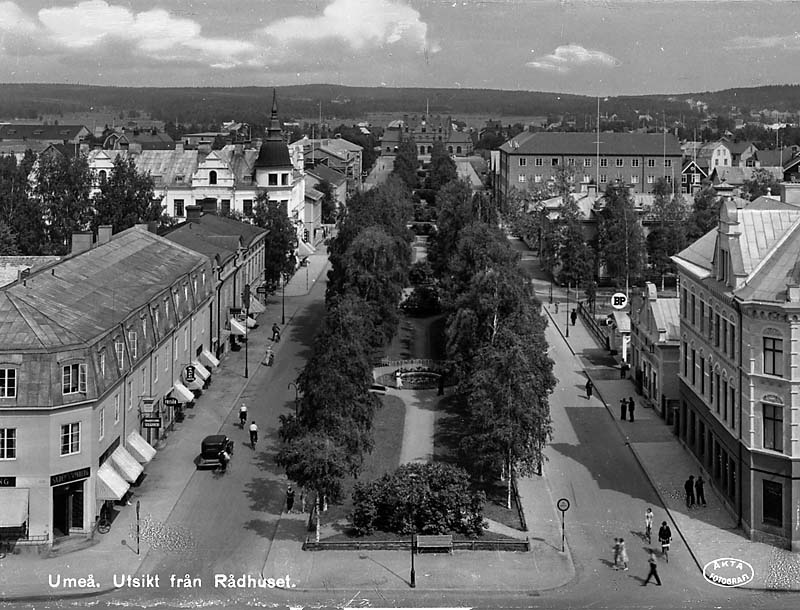
Rådhusesplanaden, sedd norrut från Rådhusets torn (1940-tal).
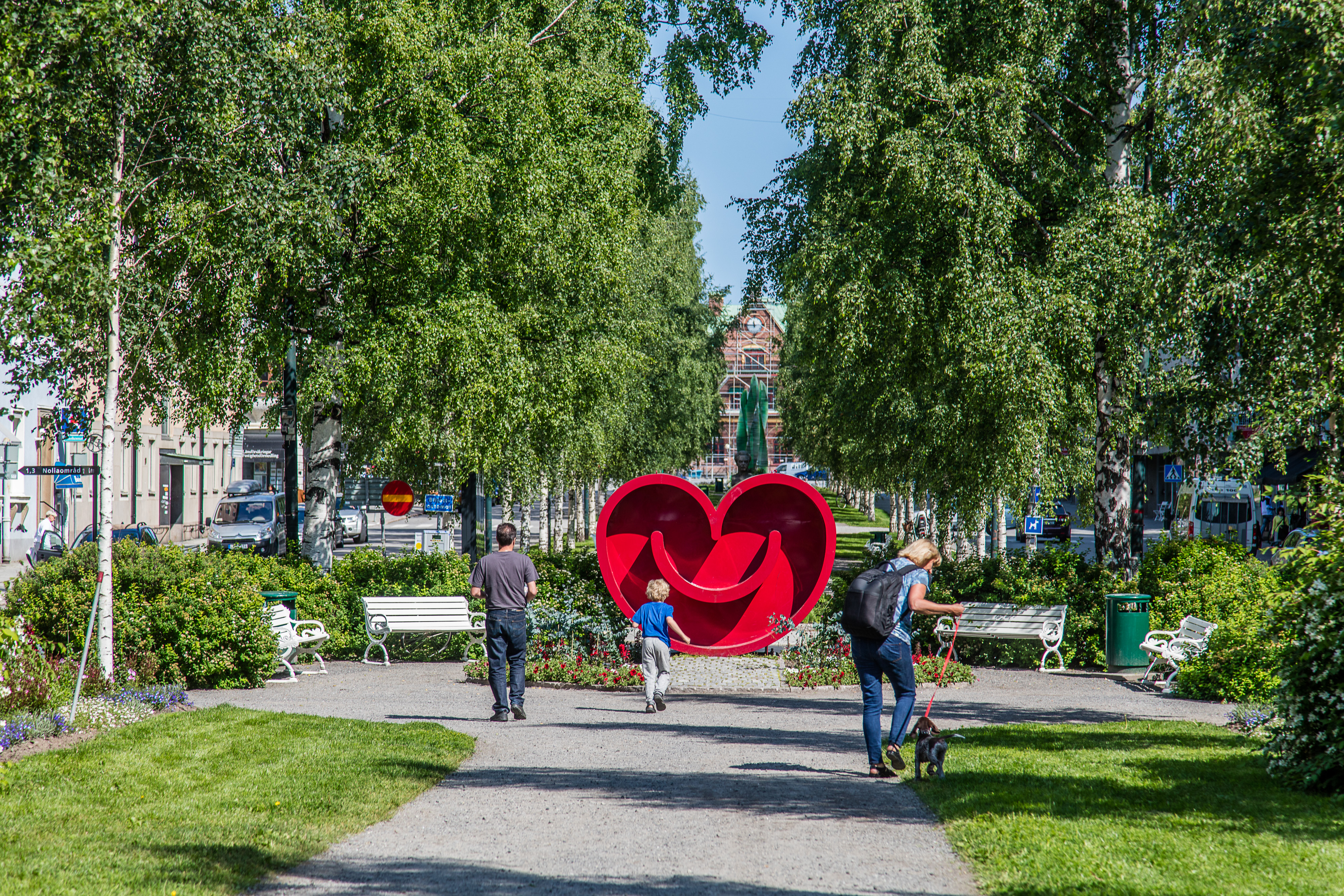
Rådhusesplanaden, med symbolen för kulturhuvudstadsåret 2014 (2016).